# روزاموند بايك
روزاموند ماري إلين بايك (بالإنجليزية: Rosamund Pike)، هي ممثلة ومنتجة إنجليزية، وُلدت عام 1979، اشتهرت بأدوارها في أفلام الإثارة النفسية والدراما. حصلت على العديد من الجوائز، من بينها جائزة الإيمي برايم تايم وجائزة الغولدن غلوب، بالإضافة إلى ترشيحات لـ جائزة الأوسكار وجائزتي بافتا.
درست بايك في كلية وادهام بجامعة أوكسفورد، وشاركت في عروض مسرحية من بينها روميو وجولييت ضمن المسرح الوطني للشباب، قبل أن تبدأ مسيرتها السينمائية. كانت انطلاقتها من خلال دور "فتاة بوند" ميرندا فروست في فيلم "مت في يوم آخر" (2002)، كما ظهرت في أدوار مساعدة في الدراما التاريخية مثل "كبرياء وتحامل" (2005)، "تعليم" (2009)، و"صنع في داجنهام" (2010).
في العقد التالي، ظهرت بايك في عدة أفلام جماهيرية مثل "جوني إنجلش يعاود الكرة" (2011)، "غضب الجبابرة" (2012)، "جاك ريتشر" (2012)، و"نهاية العالم" (2013). نالت إشادة نقدية واسعة عن دورها الرئيسي في فيلم الإثارة النفسية "الفتاة المفقودة" (2014) بدور إيمي دون، والذي منحها ترشيحات لجوائز الأوسكار، والغولدن غلوب، والبافتا لأفضل ممثلة.
تابعت بايك تألقها بأدوار بارزة مثل روث ويليامز خاما في فيلم "مملكة متحدة" (2016)، وماري كولفين في فيلم الحرب "حرب خاصة" (2018)، الذي رُشحت عنه مجددًا لجائزة الغولدن غلوب. فازت بأول جائزة غولدن غلوب لها عن دورها في الكوميديا السوداء "أنا أهتم كثيرًا" (2020)، بينما جلب لها دورها المساند في فيلم "سولتبرن" (2023) ترشيحات إضافية من الغولدن غلوب والبافتا.
على صعيد التلفزيون، فازت بايك بجائزة الإيمي عن دورها في مسلسل الكوميديا القصيرة "حالة اتحاد" (2019). وفي عام 2021، بدأت تلعب دور مويرين دامودريد في سلسلة الخيال "عجلة الزمن" على أمازون برايم. كما حصلت في عام 2024 على ترشيح لجائزة الإيمي برايم تايم بصفتها منتجة تنفيذية لمسلسل الخيال العلمي "مسألة الأجسام الثلاثة".

## النشأة والتعليم
وُلدت روزاموند بايك عام 1979 في منطقة هامرسميث بلندن، وهي الابنة الوحيدة لوالدين يعملان في مجال الأوبرا، جوليا بايك وكارولين فريند. التحقت بمدرسة بادمينتون في مدينة بريستول، وخلال فترة دراستها، أدّت دور جولييت في مسرحية روميو وجولييت ضمن أنشطة المسرح الوطني للشباب، حيث لاحظها أحد الوكلاء وساعدها على بدء مسيرتها المهنية كممثلة محترفة.
رغم رفض جميع مدارس التمثيل التي تقدّمت إليها، قُبلت بايك لاحقًا لدراسة الأدب الإنجليزي في كلية وادهام، التابعة لجامعة أكسفورد. تخرجت في عام 2001 بدرجة شرف من الدرجة الثانية العليا، بعد أن أخذت إجازة لمدة عام لتطوير مسيرتها التمثيلية، وخلال تلك الفترة، اكتسبت خبرة مسرحية من خلال مشاركتها في عدد من المسرحيات مثل Skylight لديفيد هير، وAll My Sons لآرثر ميلر، وعدة أعمال لويليام شكسبير.

## الأعمال

### أفلام
| السنة | العنوان             | الدور                 |
| ----- | ------------------- | --------------------- |
| 2002  | مت في يوم آخر       | ميراندا فروست         |
| 2004  | الخليع              | إليزابيث ماليت        |
| 2005  | [كبرياء وتحامل      | جين بينيت             |
| 2005  | هلاك                | الدكتورة سامانثا غريم |
| 2009  | التعليم             | هيلين                 |
| 2009  | بدائل               | ماغي غرير             |
| 2010  | صنع في داجنهام      | ليزا هوبكنز           |
| 2011  | جوني إنجلش ريبورن   | كيت سومنر             |
| 2012  | راث أوف ذا تايتنز   | الملكة أندروميدا      |
| 2012  | جاك ريتشر           | هيلين رودين           |
| 2013  | نهاية العالم        | سام تشامبرلين         |
| 2014  | الطريق إلى الهاوية  | بيني                  |
| 2014  | الفتاة المفقودة     | إيمي إليوت دون        |
| 2017  | عدائيون             | روزالي كوايد          |
| 2018  | بيروت               | ساندي كرودر           |
| 2018  | عنتيبي              | بريغيت كولمان         |
| 2018  | حرب خاصة            | ماري كولفين           |
| 2019  | المخبر              | إيريكا ويلكوكس        |
| 2020  | أنا أهتم كثيرا      | مارلا غرايسون         |
| 2025  | الآن أنت تراني 3    |                       |
| 2025  | في المنطقة الرمادية |                       |

## روابط خارجية
- روزاموند بايك على موقع IMDb (الإنجليزية)
- روزاموند بايك على موقع ميتاكريتيك (الإنجليزية)
- روزاموند بايك على موقع روتن توميتوز (الإنجليزية)
- روزاموند بايك على موقع مونزينجر (الألمانية)
- روزاموند بايك على موقع قاعدة بيانات الأفلام العربية
- روزاموند بايك على موقع ألو سيني (الفرنسية)
- روزاموند بايك على موقع ميوزك برينز (الإنجليزية)
- روزاموند بايك على موقع أول موفي (الإنجليزية)
- روزاموند بايك على موقع بوكس أوفيس موجو (الإنجليزية)
- روزاموند بايك على موقع قاعدة بيانات الأفلام السويدية (السويدية)